# 正兴镇 (景谷县)
正兴镇，是中华人民共和国云南省普洱市景谷傣族彝族自治县下辖的一个乡镇级行政单位。

## 行政区划
正兴镇下辖以下地区：
景南村、波云村、新寨村、水平村、勐烈村、铁厂村、正兴村、通达村、勐乃村、翁安村和黄草坝村。